# 吕斯泰讷
吕斯泰讷（法語：Luisetaines，法語發音：[lɥiztɛn] ⓘ）是法国塞纳-马恩省的一个市镇，属于普罗万区。

## 地理
吕斯泰讷（48°28'3"N, 3°10'47"E）面积5.04 平方千米，位于法国法蘭西島大區塞纳-马恩省，该省份为法国北部内陆省份，北起瓦兹省，西接埃松省、马恩河谷省、塞纳-圣但尼省和瓦兹河谷省，南至卢瓦雷省，东南接约讷省，东临马恩省和奥布省，东北接埃纳省。
与吕斯泰讷接壤的市镇（或旧市镇、城区）包括：武尔济河畔莱索尔姆、帕鲁瓦、圣索沃尔莱布赖、锡日、万佩勒。

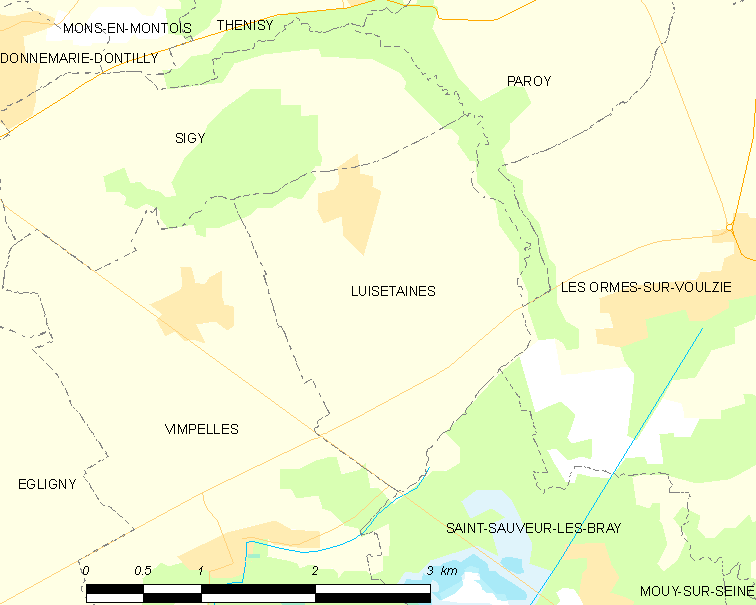
吕斯泰讷的OSM定位图

吕斯泰讷的时区为UTC+01:00、UTC+02:00（夏令时）。

## 行政
吕斯泰讷的邮政编码为77520，INSEE市镇编码为77263。

## 政治
吕斯泰讷所属的省级选区为普罗万县。

## 人口

1962-2008年间吕斯泰讷人口变化图示

吕斯泰讷于2022年1月1日时的人口数量为231人。